# محوطه کلک عیسی
محوطه کلک عیسی مربوط به اواسط هزاره سوم قم است و در شهرستان پل‌دختر، بخش مرکزی، دهستان جایدر، ۱/۲ کیلومتری جنوب روستای میدان بزرگ واقع شده و این اثر در تاریخ ۲۸ اسفند ۱۳۸۵ با شمارهٔ ثبت ۱۸۴۵۴ به‌عنوان یکی از آثار ملی ایران به ثبت رسیده است.